# Johannes van Heeck

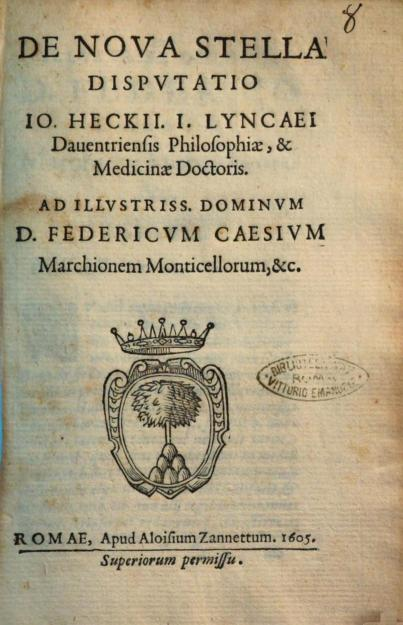
Titelblatt von "De Nova Stella Disputatio" von Johannes van Heeck, 1605

Johannes van Heeck (* 2. Februar 1579 in Deventer; † nach 1616), auch Johann Heck, Johannes Heckius, italienisch Giovanni Ecchio, war ein niederländischer Arzt, Naturforscher, Alchemist und Astrologe. Er war einer der Mitbegründer der Accademia dei Lincei in Rom.

## Leben
Johannes van Heeck erhielt in den Niederlanden eine Grundausbildung in Latein und Griechisch sowie in Astronomie und Astrologie und erwarb einige theologische Kenntnisse.
Wegen der Verfolgung der Katholiken durch die Calvinisten verließ er als junger Mann sein Heimatland und ging nach Italien. Er studierte Medizin an der Universität Perugia und erwarb 1601 den Doktortitel. Den Arztberuf übte er zunächst in Maenza und dann in Scandriglia auf dem Territorium des Herzogs Giovanni Corsini aus.
Er verfasste verschiedene medizinische Texte, in denen er sich damit beschäftigt, inwieweit astrologische Faktoren die Krankheiten der Menschen beeinflussen und inwieweit die Astrologie bei der Diagnose und der Therapie durch den Arzt zu befragen ist.
Johannes van Heeck war Gründungsmitglied der Accademia dei Lincei in Rom. Nach der Auflösung der Akademie im Jahre 1604 verließ er Rom und führte ein unruhiges Wanderleben in Italien und Europa, bis er schließlich eine Stelle am Hof Kaiser Rudolfs II. in Prag fand.

## Schriften
- De nova stella disputatio. Aloisius Zannettus, Rom 1605.
- Disputatio de peste et quare praecipue grassatur tot ab hinc annis in Belgio. Deventer 1605.